# Cerrito del Muerto
Cerrito del Muerto är en ort i Mexiko.   Den ligger i kommunen Jungapeo och delstaten Michoacán de Ocampo, i den södra delen av landet, 140 km väster om huvudstaden Mexico City. Cerrito del Muerto ligger 1 758 meter över havet och antalet invånare är 952.
Terrängen runt Cerrito del Muerto är huvudsakligen kuperad, men västerut är den bergig. Runt Cerrito del Muerto är det ganska tätbefolkat, med 139 invånare per kvadratkilometer. Närmaste större samhälle är Heróica Zitácuaro, 12,9 km öster om Cerrito del Muerto. I omgivningarna runt Cerrito del Muerto växer huvudsakligen savannskog.